# Assedio di Kagamiyama
L' assedio di Kagamiyama (鏡山城の戦い?, Kagamiyamajō no tatakaii) avvenne nel 1523 nella provincia di Aki in Giappone. Il castello era governato da Kurata Fusanobu servitore del clan Ōuchi. Amago Tsunehisa ordinò a Mōri Motonari, a quel tempo ancora suo vassallo, di attaccare il castello e conquistarlo. Questo non fu solo un conflitto territoriale, ma anche un conflitto economico tra il clan Ōuchi, che gestiva il commercio estero con gli stranieri, e il clan Amago che gestiva il trasporto marittimo lungo il Mar del Giappone dal porto di Mihonoseki e voleva commerciare anch'esso con gli stranieri. Motonari si avvicinò agli Amago qualche anno dopo la vittoria di Arita-Nakaide; molte altre famiglie, compresi i Kikkawa, fecero lo stesso.
Il 13 giugno Motonari, al comando di 4 000 uomini, mise sotto assedio il castello. Tuttavia la difesa, guidata da Kurata Fusanobu, fu tenace e agli attaccanti non fu concesso di avvicinarsi alle mura. L'assedio entrò in stallo ma alla fine Motonari esortò un suo parente, comandante del castello di Kagamiyama, a tradire e si fece aprire le porte. Il castello cadde velocemente. In seguito Motonari insistette per salvare questo parente, ma Tsunehisa non lo ascoltò e lo uccise.
Nel 1525, a causa dell'interferenza del clan Amago nelle questioni interne dei Mōri, Motonari si alleò al clan Ōuchi assieme ai vicini signori locali. Ōuchi Yoshioki inviò il loro esercito al castello di Kagamiyama e lo riconquistò, ma considerando le sue dimensioni limitate e la debole sicurezza sulla bassa collina, decisero di costruire il castello di Tsuchiyama sul bordo occidentale del monte Saijo sulla montagna più alta e il castello di Kagamiyama fu abolito.